# Znanstveni piknik u Hrvatskoj
Znanstveni piknik, jednodnevno događanje na otvorenom koje, kao projekt popularizacije znanosti i umjetnosti, ima glavni cilj promovirati znanost u najširem smislu te zainteresirati mlade ljude da odaberu znanost kao svoj životni poziv. Organizator hrvatskog izdanja Znanstvenog piknika jest Mreža popularizatora znanosti, a nositelj projekta je udruga Profesor Baltazar. Od svojeg prvog izdanja održana 16. rujna 2012. godine Znanstveni se piknik održava u parku Boćarskog doma u Zagrebu. Na pikniku je predstavljen širok spektar istraživačkih područja, uključujući prirodne i društvene znanosti. Program se sastoji od niza predavanja, prezentacija, radionica, znanstvenih šou-programa, kazališnih predstava i sličnih interaktivno-edukativnih i umjetničkih formata koje provode brojne udruge, studentske sekcije, institucije te pojedinci, zaljubljeni u znanost i umjetnost iz Hrvatske i inozemstva. Istraživačke i obrazovne ustanove iz Hrvatske i inozemstva otkrivaju ondje javnosti nevidljive aspekte svojega rada i predstavljaju znanost na način dostupan posjetiteljima razne dobi, rabeći priručne eksperimente i interaktivne izložbe.
Ministarstvo znanosti, obrazovanja i sporta proglasilo je Znanstveni piknik jednim od najinovativnijih projekata popularizacije znanosti u 2012. godini. Događaj je poslužio kao inspiracija za mnoge druge znanstvene inicijative, uključujući Znanstveni edukativno-zabavni centar, prvi znanstveni centar takve vrste u Hrvatskoj. Pokrovitelji Znanstvenog piknika jesu predsjednica RH Kolinda Grabar-Kitarović, Grad Zagreb, Zagrebački holding, TZ Grada Zagreba i Institut Ruđer Bošković.

## Povijest
Prvi Znanstveni piknik bio je održan 16. rujna 2012. u parku Boćarskog doma u Zagrebu. Priredbi je prisustvovalo 9000 posjetitelja, uglavnom obitelji s djecom, koji su se tijekom cijelog dana družili sa znanstvenicima te kroz zabavu učili o zanimljivostima znanstvenih fenomena iz svakodnevna okruženja. Potporu projektu pružili su mnogi partneri kao što su Ericsson Nikola Tesla, PBZ, Sheraton Zagreb, Siemens, Večernji list itd. Na pikniku su gostovali također inozemni edukatori iz poljskog Kopernikova znanstvenog centra.
Drugo izdanje bilo je održano 15. rujna 2013. godine na istom mjestu, a piknik je u jednom danu pohodilo 30.000 posjetitelja. Na više od 20 punktova izmjenjivale su se radionice, predavanja i eksperimenti koje je predstavljalo oko 200 znanstvenih komunikatora i edukatora iz 10 zemalja svijeta te više od 50 volontera. Najmlađi posjetitelji posebno su bili oduševljeni eksperimentom "Hodanje po vodi" iz ljubljanske Hiše eksperimentov, eksplozijama u izvedbi estonskih gostiju i dr.

### Kronologija Znanstvenog piknika
- nedjelja, 16. rujna 2012. – 1. Znanstveni piknik
- nedjelja, 15. rujna 2013. – 2. Znanstveni piknik
- nedjelja, 14. rujna 2014. – 3. Znanstveni piknik

## Inicijatori i organizatori
- Davor Komerički, idejni začetnik Znanstvenog piknika i ZEZ centra
- udruga profesor Baltazar i kreativni laboratorij Aquis
- Jelena Filipaj, voditeljica projekta
- Mreža popularizatora znanosti

## Vanjske poveznice
- službeno mrežno mjesto  Arhivirana inačica izvorne stranice od 13. rujna 2014. (Wayback Machine)
- profil na Facebooku